# Hipoxia ambiental

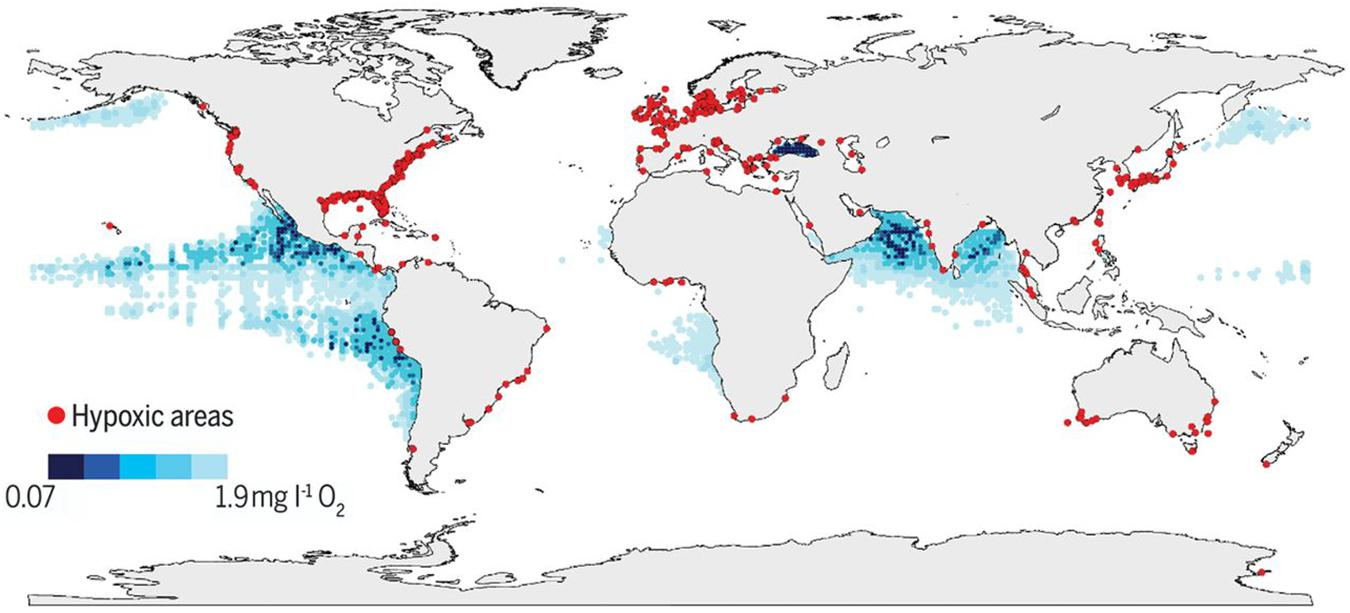
Zonas mundiales de hipoxia oceánica 2009
Mapa mundial de los niveles bajos y decrecientes de oxígeno en mar abierto y aguas costeras. El mapa indica los lugares costeros en los que los nutrientes antropogénicos han exacerbado o provocado descensos del oxígeno a <2 mg/L (<63 μmol/L) (puntos rojos), así como las zonas de oxígeno mínimo oceánicas a 300 m (regiones sombreadas en azul).

El término hipoxia ambiental hace referencia a condiciones de bajo oxígeno. Normalmente, el 20,9% del gas de la atmósfera es oxígeno. La presión parcial de oxígeno en la atmósfera es el 20,9% de la presión barométrica total. En el agua, los niveles de oxígeno son mucho más bajos, aproximadamente 7 ppm o 0. 0007% en agua de buena calidad, y fluctúan localmente en función de la presencia de organismos fotosintéticos y de la distancia relativa a la superficie (si hay más oxígeno en el aire, se difundirá a través del gradiente de presión parcial).

## Hipoxia atmosférica
La hipoxia atmosférica se produce de forma natural a gran altitud. La presión atmosférica total disminuye a medida que aumenta la altitud, lo que provoca una menor presión parcial de oxígeno, que se define como hipoxia hipobárica. El oxígeno permanece en el 20,9% de la mezcla total de gases, a diferencia de la  hipoxia hipóxica, en la que disminuye el porcentaje de oxígeno en el aire (o en la sangre). Esto es común en las madrigueras selladas de algunos animales subterráneos, como los bathyergidaes. La hipoxia atmosférica es también la base del entrenamiento en altitud, que es una parte estándar del entrenamiento de los atletas de élite. Varias empresas imitan la hipoxia utilizando atmósfera artificial normobárica.

## Hipoxia acuática
El agotamiento del oxígeno es un fenómeno que se produce en los medios acuáticos cuando el oxígeno disuelto (OD, oxígeno molecular disuelto en el agua) ve reducida su concentración hasta un punto en que resulta perjudicial para los organismos acuáticos que viven en el sistema. El oxígeno disuelto se expresa normalmente como un porcentaje del oxígeno que se disolvería en el agua a la temperatura y salinidad predominantes (ambas afectan a la solubilidad del oxígeno en el agua; véase saturación de oxígeno y  bajo el agua). Un sistema acuático que carece de oxígeno disuelto (0% de saturación) se denomina anaeróbico, reductor, o anóxicas; un sistema con baja concentración -en el rango entre 1 y 30% de saturación- se denomina Hipoxia o Disoxia. La mayoría de los peces no pueden vivir por debajo del 30% de saturación, ya que dependen del oxígeno para obtener energía de sus nutrientes. La hipoxia afecta a la reproducción de los peces restantes a través de disrupciones endocrinas. Un medio acuático "sano" rara vez debería experimentar una saturación inferior al 80%. La zona "exaeróbica" se encuentra en el límite de las zonas anóxica e hipóxica.
La hipoxia puede producirse en toda la columna de agua y también a gran altura, así como cerca de los sedimentos del fondo. Suele extenderse por el 20-50% de la columna de agua, pero depende de la profundidad del agua y de la ubicación de las picnoclinas (cambios rápidos de la densidad del agua con la profundidad). Puede darse en el 10-80% de la columna de agua. Por ejemplo, en una columna de agua de 10 metros, puede alcanzar hasta 2 metros por debajo de la superficie. En una columna de agua de 20 metros, puede extenderse hasta 8 metros por debajo de la superficie.